# اشلي كاين
اشلي كاين (بالإنجليزية: Ashley Cain)‏ (27 سبتمبر 1990 في المملكة المتحدة - ) هو لاعب كرة قدم بريطاني في مركز الوسط. لعب مع أكسفورد يونايتد وكوفنتري سيتي ونادي لوتون تاون وتيلفورد يونايتد ونادي مانسفيلد تاون ونادي تاموورث ونادي بارويل وBedworth United F.C. ‏ وCoventry Sphinx F.C. ‏ وCS Gaz Metan Mediaș ‏.

## وصلات خارجية
- اشلي كاين على موقع قاعدة بيانات كرة القدم.إي يو (الإنجليزية)
- اشلي كاين على موقع Soccerbase.com (لاعب) (الإنجليزية)